# Good Feeling (chanson)
Pour les articles homonymes, voir Good Feeling.
Singles de Flo Rida
Club Rocker
(2011) Hangover
(2011)
Good Feeling est une chanson du rappeur américain Flo Rida, coécrite avec le DJ suédois Avicii. Extrait de son quatrième album studio Wild Ones (initialement intitulé Only One Rida (Part 2)),, elle est sortie le 29 août 2011 aux États-Unis, placée à la 3e place sur le Billboard Hot 100.

## Historique
La chanson contient un sample de la chanson Something's Got a Hold On Me d'Etta James, sample utilisé quelques mois plus tôt dans la chanson  Levels du DJ suédois Avicii.
Elle sert de thème officiel pour le show de catch Survivor Series (2011) ainsi que de thème promotionnel pour WrestleMania XXVIII.
La chanson a été composée principalement à Paris et à Miami par plusieurs personnes dont Flo Rida vers 2011[réf. nécessaire].

## Clip vidéo
Une vidéo de la bande annonce du clip est sortie sur la chaîne YouTube de Flo Rida le 29 août 2011. Il a tourné le clip le 27 septembre 2011.
Le clip a été tourné à Miami et à Paris près de la tour Eiffel, mais également à Marseille dans des lieux tels que la basilique Notre-Dame-de-la-Garde ou le palais Longchamp.

## Liste des pistes
- CD single[4]

1. "Good Feeling" – 4:06
2. "Good Feeling" (Jaywalker Remix) – 4:51

- Téléchargement digital[5]

1. "Good Feeling" – 4:06

- Téléchargement digital — remixes[6]

1. "Good Feeling" – 4:06
2. "Good Feeling" (Bingo Players Remix) – 5:33
3. "Good Feeling" (Hook N Sling Remix) – 6:15
4. "Good Feeling" (Carl Tricks Remix) – 5:40
5. "Good Feeling" (Sick Individuals Remix) –6:18
6. "Good Feeling" (Jaywalker Remix) – 4:51
7. "Good Feeling" (J.O.B. Remix) – 5:50
8. "Good Feeling" (Seductive Remix) – 4:45

## Classements et certifications
| Classement (2011-2012)                  | Meilleure position |
| --------------------------------------- | ------------------ |
| Allemagne (Media Control AG)            | 1                  |
| Australie (ARIA)                        | 4                  |
| Autriche (Ö3 Austria Top 40)            | 1                  |
| Belgique (Flandre Ultratop 50 Singles)  | 10                 |
| Belgique (Wallonie Ultratop 50 Singles) | 4                  |
| Canada (Hot 100)                        | 3                  |
| République tchèque                      | 5                  |
| Danemark (Tracklisten)                  | 14                 |
| Finlande (Suomen virallinen lista)      | 7                  |
| France (SNEP)                           | 3                  |
| Hongrie (Dance Top 40)                  | 2                  |
| Hongrie (Rádiós Top 40)                 | 2                  |
| Pays-Bas (Single Top 100)               | 69                 |
| Irlande (IRMA)                          | 1                  |
| Nouvelle-Zélande (RMNZ)                 | 5                  |
| Norvège (VG-lista)                      | 7                  |
| Pologne (ZPAV)                          | 4                  |
| Pologne (Dance Top 50)                  | 29                 |
| Écosse (The Official Charts Company)    | 1                  |
| Slovaquie (IFPI Rádio)                  | 18                 |
| Espagne (PROMUSICAE)                    | 11                 |
| Suède (Sverigetopplistan)               | 4                  |
| Suisse (Schweizer Hitparade)            | 3                  |
| Royaume-Uni (UK Singles Chart)          | 1                  |
| Royaume-Uni (UK R&B Chart)              | 1                  |
| États-Unis (Hot 100)                    | 3                  |

| Pays             | Certification | Ventes    |
| ---------------- | ------------- | --------- |
| Allemagne        | Platine       | 150 000   |
| Australie        | 5 × Platine   | 350 000   |
| Autriche         | Platine       | 30 000    |
| Belgique         | Or            | 15 000    |
| Canada           | 5 × Platine   | 400 000   |
| Danemark         | Platine       | 30 000    |
| États-Unis       | 3 × Platine   | 3 357 000 |
| France (SNEP)    | Or            | 150 000   |
| Italie           | Or            | 15 000    |
| Nouvelle-Zélande | 2 × Platine   | 30 000    |
| Royaume-Uni      | Platine       | 710 000   |
| Suède (GLF)      | 4 × Platine   | 160 000   |
| Suisse           | Platine       | 30 000    |

## Historique de sortie
| Pays        | Date de sortie   | Format                 | Label                           |
| ----------- | ---------------- | ---------------------- | ------------------------------- |
| États-Unis  | 29 août 2011     | Téléchargement digital | Atlantic, Poe Boy               |
| Allemagne   | 29 août 2011     | Téléchargement digital | Atlantic, Poe Boy, Warner Music |
| Allemagne   | 11 novembre 2011 | CD single              | Atlantic, Poe Boy, Warner Music |
| Royaume-Uni | 13 novembre 2011 | Téléchargement digital | Atlantic, Poe Boy               |